# Garibaldi (Rio Grande do Sul)
Garibaldi, amtlich portugiesisch Município de Garibaldi, ist eine Stadt mit geschätzten 35.440 (2020) Einwohnern im Bundesstaat Rio Grande do Sul im Süden Brasiliens. Sie liegt etwa 105 Kilometer nördlich der Hauptstadt Porto Alegre. Benachbart sind die Orte Bento Gonçalves, Farroupilha, Carlos Barbosa, Boa Vista do Sul, Coronel Pilar und Santa Tereza. Ursprünglich war Garibaldi Teil des Munizips Bento Gonçalves.

## Söhne und Töchter der Stadt
- Adelar Baruffi (* 1969), katholischer Geistlicher, Erzbischof von Cascavel
- Vital Corbellini (* 1959), katholischer Geistlicher, Bischof von Marabá
- Celmo Lazzari (* 1956), katholischer Geistlicher, Apostolischer Vikar von Napo
- Antônio Zattera (1899–1987), katholischer Geistlicher, Bischof von Pelotas
- Diego Zilio (* 1989), Fußballspieler
- Everaldo Stum (* 1991), Fußballspieler